# Roman Ljubimov
Roman Jur'evič Ljubimov (in russo Роман Юрьевич Любимов?; Tver', 6 gennaio 1992) è un hockeista su ghiaccio russo.

## Palmarès

### Mondiali
- 1 medaglia:
  - 1 bronzo (Russia 2016)